# Don Rickles

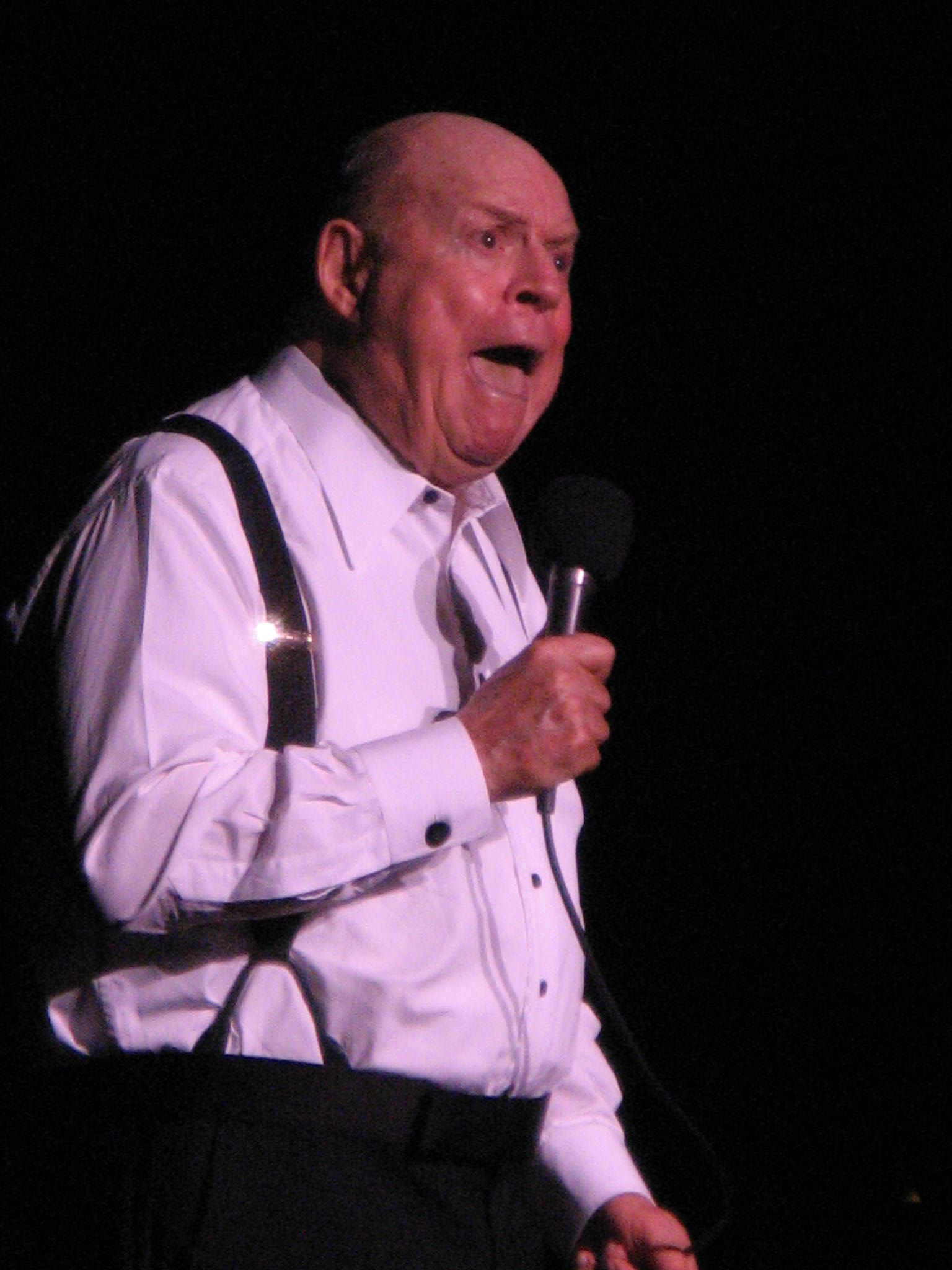
Don Rickles, 2008.

Donald Jay "Don" Rickles, född 8 maj 1926 i Queens i New York, död 6 april 2017 i Los Angeles, Kalifornien, var en amerikansk komiker och skådespelare.

## Biografi

### De tidiga åren
Rickles föddes som ende son till det judiska paret Etta och Max Rickles i New York-stadsdelen Queens. Efter high school-examen tjänstgjorde han i den amerikanska flottan fram till 1946. Två år senare började han, efter teaterstudier, få en del småroller i TV men det handlade om få inhopp och frustrationen över bristen på skådespelararbete ledde honom istället in i standup-komedins värld. Komedipubliken tyckte redan tidigt bättre om hans improviserade förolämpningar än hans förberedda material så han utvecklade sin förolämpningskarakteristik och blev känd som en förolämpande komiker, men alltid med glimten i ögat och ett varmt hjärta.

### 1950- och 1960-talet
På en nattklubb i Los Angeles träffade och förolämpade Rickles Frank Sinatra, och det blev början på Rickles framgångar. Sinatra, som kallade Rickles för "bullet-head", tyckte mycket om att bli skojad med på Rickles vis så han rekommenderade sina branschkollegor att gå och se Rickles och låta sig bli förolämpade. Det var också Sinatra som hjälpte Rickles bli en populär programpunkt i Las Vegas.
År 1958 gjorde Rickles sin långfilmsfilmdebut i filmen Run Silent, Run Deep och under hela 1960-talet förekom han ofta i TV i olika sitcoms, dramaserier och med tiden även pratshower. Först ut var klassiska The Tonight Show Starring Johnny Carson år 1965 där han med tiden blev en stamgäst, även gästprogramledare vid några tillfällen, och under Carson-eran gjorde han sammanlagt över 100 framträdanden.
År 1968 släppte han komediskivan Hello, Dummy! som blev en stor framgång och nådde plats #54 på Billboardlistan.

### 1970- och 1980-talet
År 1970 hade Rickles en nyckelroll som Sgt. Crapgame i succéfilmen Kellys hjältar mot bland andra Clint Eastwood. Från år 1976 spelade han med i två säsonger av sitcomen C.P.O. Sharkey.

### 1980- och 1990-talet
Under 1980-talet framträdde Rickles ofta tillsammans med Steve Lawrence och Frank Sinatra innan han år 1995 gjorde comeback på bio med roller i både Martin Scorseses Casino och som rösten till Mr. Potato Head i Pixars första dataanimerade långfilm, Toy Story. Han upprepade den sistnämnda rollen i Toy Story 2 och i Toy Story 3.

### 2000-talet till 2017
Rickles fortsatte till sin död att vara aktiv som ståuppkomiker. Han var populär underhållare i Las Vegas och hade inga planer på att lägga av, som han betonade ytterligare i en intervju 2007.
Rickles memoarbok Rickles' Book släpptes på hans födelsedag 2007. Där berättar han om den långa lista Hollywood-profiler som han under sin nästan 60-åriga karriär arbetat med, bara i långfilmerna namn som Clark Gable, Burt Lancaster, Tony Curtis, Clint Eastwood, Robert De Niro, Joe Pesci och Sharon Stone. John Landis gjorde en dokumentärfilm om Rickles, Mr. Warmth: The Don Rickles Project, som hade premiär på New York Film Festival samma år, 13 oktober 2007.

### Privatliv
Rickles och hans hustru Barbara var gifta i över 50 år och fick en dotter, Mindy, och en son, Larry.

## Filmografi i urval
- 1958 – Ubåt anfaller
- 1959 – Kaninfällan
- 1960 – Rum att hyra
- 1963 – Dr X - Operation skräck
- 1964 – Muscle Beach Party
- 1964 – Bikini Beach
- 1964 – Pajama Party
- 1965 – Beach Blanket Bingo
- 1967 – Enter Laughing
- 1968 – The Money Jungle
- 1969 – Where It's At
- 1970 – Kellys hjältar
- 1971 – Kärleksmaskinen
- 1988 – Keaton's Cop
- 1992 – Oskyldigt blod
- 1995 – Casino
- 1995 – Toy Story (röst)
- 1997 – Redux Riding Hood (röst)
- 1997 – Off the Menu: The Last Days of Chasen's (Dokumentärfilm)
- 1998 – Det magiska svärdet - kampen om Camelot (röst)
- 1998 – Dirty Work
- 1998 – Dennis slår till igen
- 1999 – Toy Story 2 (röst)
- 2004 – Goodnight, We Love You
- 2004 – The J-K Conspiracy (Dokumentär)
- 2005 – The Aristocrats (Dokumentär)
- 2007 – Mr. Warmth: The Don Rickles Project (Dokumentär)
- 2010 – Toy Story 3 (röst)
- 2011 – Zookeeper (röst)
- 2019 – Toy Story 4 (röst)

## TV
- Twilight Zone (1961 avsnittet "Mr. Dingle, the Strong")
- Kibbee Hates Fitch (1965) (ej såld pilot)
- The Munsters (1965 avsnittet "Dance With Me, Herman")
- Gilligan's Island (1966 avsnittet "The Kidnapper")
- I Dream of Jeannie (1967 avsnittet "My Master, the Weakling")
- The Dean Martin Show (1967-1974)
- The Don Rickles Show (1968-1969)
- The Don Rickles Show (1972)
- The Dean Martin Celebrity Roast (1974-1984)
- C.P.O. Sharkey (1976-1978)
- For the Love of It (1980) (TV-film)
- Foul-Ups, Bleeps & Blunders (1984-1985)
- Don Rickles: Rickles on the Loose (1986) (TV-special)
- Daddy Dearest (1993)
- The Wool Cap (2004) (TV-film)
- The Catch (2005) (ej såld pilot)
- Live with Regis and Kelly (2007)
- The Daily Show (2007)
- Jimmy Kimmel Live (2007)

## Diskografi
- Hello Dummy! (1968)
- Don Rickles Speaks! (1969)